# Jaune du pissenlit
Lemonia taraxaci
Espèce
Répartition géographique
La Jaune du pissenlit (Lemonia taraxaci) est une espèce d'insectes lépidoptères (papillons) appartenant à la famille des Brahmaeidae.
- Répartition : des Alpes à l’Oural.
- Envergure du mâle : de 20 à 24 mm.
- Période de vol : de juillet à octobre jusqu’à 2 400 m (en une génération).
- Habitat : prairies.
- Plantes-hôtes : Taraxacum, Hieracium, Tragopogon, Leontodon.

## Sources
- P.C. Rougeot, P. Viette, Guide des papillons nocturnes d'Europe et d'Afrique du Nord, Delachaux et Niestlé, Lausanne 1978.
- Collectif d'entomologistes amateurs, Guide des papillons nocturnes de France : plus de 1620 espèces décrites et illustrées, Paris, Delachaux et Niestlé, 2007, 288 p. (ISBN 978-2-603-01429-5), p. 31, n°59.